# 德氏黃鱸
德氏黃鱸，為輻鰭魚綱鱸形目鱸亞目鮨科的其中一個種。

## 分布
本魚分布於紅海及亞丁灣。

## 特徵
本魚前鰓蓋有2列鋸齒，體披小櫛鱗，腹鰭腹位，末端伸達臀鰭前緣；胸鰭短於後頭部呈圓形，中央之鰭條長於上下方之鰭條，尾鰭圓形，背鰭硬棘7枚，背鰭軟條14枚，臀鰭硬棘3枚，臀鰭軟條9至10枚。眼睛藍色，吻部至額部黃色，體為灰色，背鰭第4硬棘至軟條基部為黑色，側線明顯。體長可達35公分。

## 生態
本魚白天多在珊瑚礁及礁石區活動，當受到驚嚇時，身體會分泌出黏液，具皂泡效果，內含有毒的黑鱸素(Grammistin)，所以在英文俗稱「肥皂魚」(Soapfish)，以魚及甲殼類為食。

## 經濟利用
非食用魚，可飼養作為觀賞魚，但須單獨飼養。